# Hanneken von Baumgarten
Hanneken (Johannes) von Baumgarten (in Italien bekannt als Anichino di Bongardo) († Oktober 1375) war ein deutscher Condottiere und Signore von Caraglio.

## Leben
Seine Familie gehörte zum Kölner Kleinadel der Ritter von Bongart (oder Bongard), einem Dorf in der Nähe von Allrath, Landkreis Grevenbroich.
Im Jahr 1351 gelangte er nach Italien und hielt sich bei Cortona bei Nolfo da Montefeltro und Gisello degli Ubaldini auf.
1356 wurde er in der Compagnia degli Speranti des Ermanno di Wartenstein aufgenommen. Unter dem Sold von Bernardino da Polenta kämpfte er für die Päpste gegen den Herrn von Forlì, Francesco Ordelaffi.
1357 wechselt er die Seiten und schloss sich der Großen Kompanie des Grafen Landau an. Mit Lutz von Landau und Amerigo del Cavalletto verteidigte er Francesco Ordelaffi gegen die päpstliche Miliz.
1358 wurde er von Siena angeheuert, das ihm eine Miliz von 800 Barbuten und 400 Infanteristen anvertraute, um Cortona von der Belagerung durch Perugia zu befreien. Es gelang ihm, seine Gegner zum Rückzug zu zwingen, und er drang danach plündernd in die perugianischen Länder ein. Nach seinem Rückzug Richtung Siena wurde er bei Torrita di Siena von Perugias Truppen zum Kampf aufgefordert. Baumgarten nahm die Herausforderung an, es herrschte jedoch Uneinigkeit bei den Sienesen. Smeduccio Salimbeni drang in Torrita di Siena ein und nahm Baumgarten gefangen. Nach seiner Freilassung zog er sich nach Buonconvento zurück, um bald danach Cortona von den Perugianern zu befreien. Mit 700 Männern griff er Monte San Savino an und verweigerte nach einer Belagerung den Verteidigern die Kapitulation. Plündernd zog er in das Gebiet der Marken, wo er auf Salimbeni traf und sich an ihm rächte und ein hohes Lösegeld verlangte.
Baumgarten schloss sich wieder der Großen Kompanie des Grafen Landau an. Diese wurde an der Scalelle vernichtet. Baumgarten gelang es der Gefangennahme zu entkommen und er erreichte mit den Resten der Kompanie Amerigo del Cavalletto. Im Namen von Francesco Ordelaffi stellte er sich wieder gegen die Päpste und wurde exkommuniziert.
Die Wintermonate 1358/59 blieb er in der Romagna und lebte von Raubüberfällen. Mit Graf Landau gelang es ihm die Burg von Serra San Quirico in Besitz zu nehmen. Bei einem Angriff auf die Burg von Falerone erlitt die Große Kompanie beträchtliche Verluste, worauf sich Baumgarten in die Gegend von Jesi zurückzog. Zusammen mit den Grafen Landau zog er von Perugia über Pisa nach Lucca, um ein Gelübde zu erfüllen. Er überquerte den Arno bei Cascina und traf auf Pandolfo Malatesta, welcher ihn zum Kampf herausforderte. Beim sogenannten „Campo delle Mosche“ kam es zum Kampf, bei dem er besiegt wurde.
Im August ging er zu den Genuesen und trat in den Dienst des Markgrafen Francesco di Monferrato, um gegen Bernabò Visconti zu kämpfen.

### 1360 bis 1372
Die ersten Monate des Jahres 1360 kämpfte er im Piemont, um danach wieder in die Marken zum Kampf gegen die päpstlichen Truppen zu ziehen. Nachdem er sich mit Francesco d’Este verbündet hatte, wechselte er in das päpstliche Lager. Im November brach er mit Nicola Unghero in das Königreich Neapel, in Richtung L’Aquila auf. Wegen Mangels an Proviant und der ständigen Angriffe der Bergbewohner litt er große Not. Baumgarten verlor in dieser Zeit über 800 Mann und zog nach Apulien weiter. Nachdem er die Gegend von Melfi verwüstet hatte, zog er wieder in die Emilia in die Dienste der Visconti. In Solara angekommen, ließ er eine starke Bastion errichten.
Zu Beginn des Jahres 1364 wurde er von Galeazzo Visconti gedrängt, sich der Compagnia Bianca von Albert Sterz anzuschließen und im Sold der Pisaner gegen die Florentiner zu kämpfen. Baumgarten drang in die Region Pistoia ein und die Kämpfe führten ihn bis vor die Tore von Florenz. Florenz verfügte über die größeren Geldmittel, und es gelang ihnen, Baumgartens Kompanie zu überreden, Pisa zu verlassen. Baumgarten wechselte zu den Florentinern. Sterz, Andrew Belmont und Ugo della Zucca wurden ebenfalls abtrünnig. Am 28. Juli kam es zur Schlacht von Cascina, die einen klaren Sieg für die Florentiner brachte.
Zusammen mit Sterz und Ugo della Zucca gründeten sie die Compagnia della Stella. Der Name geht auf einen 1351 in Frankreich von König Johann gegründeten Ritterorden zurück. Hanneken von Baumgarten nahm das Symbol „Stern“ in sein Wappen auf. Im September schied Baumgarten wieder aus der Truppe aus und wurde von Perugia angeheuert, um gegen Sterz zu kämpfen. Nach einer Einigung mit Sterz verwüstete er verschiedene Territorien, die dem Kirchenstaat unterstanden.
Kardinal Albornoz beschloss sich ihm zu stellen und verbündete sich mit der Königin von Neapel, Johanna von Anjou. In der Nähe von Vetralla kam es zum Zusammentreffen der Truppen. Die Männer der Compagnia Bianca weigerten sich zu kämpfen, weil sie ihren Sold nicht erhalten hatten. Baumgarten einigte sich mit Kardinal Albornoz und überließ ihm die Stadt gegen eine große Geldsumme. Baumgarten traf sich mit Sterz und Gomez Garcia in Orvieto und reiste schließlich nach Lucca.
Im Juli 1365 marschierte Sterz mit seinen Truppen in Perugia ein. Baumgarten kehrte in den Dienst der Stadt zurück und stellte sich der Compagnia della Stella entgegen. Der Gegner wurde zur Kapitulation gezwungen, da es an Proviant mangelte. Unmittelbar danach brach er in die Toscana und weiter in die Lombardei auf.
1366 kehrte er in den Dienst von Galeazzo und Bernabò Visconti zurück und schloss sich der Compagnia Nera von Ermanno di Wartenstein an. In den folgenden Jahren kämpfte er in wechselnden Allianzen gegen und mit den Päpsten.

### 1372 bis 1375
Im Jahr 1372 wurde er vom Grafen Amadeus VI. von Savoyen angeworben, um gegen die Truppen der Visconti und den Markgrafen von Saluzzo zu kämpfen. Er kämpfte gegen den Markgrafen von Monferrato Ottone III. und gewann die Schlacht. Daraufhin übertrug ihm der Graf von Savoyen im Jahr 1373 die Gemeinde Caraglio als Lehen. Danach trat er wieder in den Sold der Visconti. 1375 bereitete er sich auf den Tod vor und schloss Frieden mit der Kirche. In Avignon, dem seinerzeitigen Sitz des Papstes, erhielt er vier ordentliche Ablässe und vollständigen Ablass „in articulo mortis“. Von Papst Gregor XI. erhielt er eine feierliche Urkunde, die bescheinigt, dass er in den Schutz des Kirchenstaates aufgenommen wurde.
Im Jahr 1375 kehrte er nach Deutschland zurück und verstarb einige Tage danach.